# Завьялкин, Андрей Вячеславович
Андре́й Вячесла́вович Завья́лкин (род. 23 мая 1980, Ногинск, Московская область — ум. 4 января 2000, Грозный, Чечня, похоронен в Ногинске) — младший сержант ВС РФ, участник Второй чеченской войны, Герой Российской Федерации (2000, посмертно). Командир отделения мотострелковой роты 205-й отдельной казачьей мотострелковой бригады Северо-Кавказского военного округа.

## Биография
Родился 23 мая 1980 года в городе Ногинске Московской области. В 1995 году закончил девятый класс средней школы № 1 Ногинска, после работал слесарем-наладчиком на Ногинском заводе топливной аппаратуры, учился в школе рабочей молодёжи. Занимался дзюдо, победитель многих соревнований, чемпион Московской области в этом виде спорта.
В весенний призыв 1998 года призван на службу в Российскую Армию. Служил в 205-й мотострелковой бригаде Северо-Кавказского военного округа. В июле 1998 года бригада была переброшена в город Будённовск. Андрей Завьялкин получил звание младшего сержанта, командовал отделением.
С августа 1999 года участвовал в боевых действиях в Дагестане, а с октября 1999 года - в Чечне. За время службы за героизм был награждён двумя медалями маршала Жукова.
В бою 4 января 2000 года в Старопромысловском районе г. Грозного взвод, в котором находился Андрей Завьялкин, попал в окружение. Андрей Завьялкин мужественно проявил себя на поле боя, помогая раненным сослуживцам (вынеся их в укрытие и оказав им первую медицинскую помощь). Принял командование взводом после того, как командир взвода был смертельно ранен, предпринял прорыв из окружения, в котором взвод понёс большие потери. Андрей Завьялкин вместе с одним из бойцов вынесли 5 раненых, вернулись за раненым командиром роты, при эвакуации которого был убит его напарник. Погиб при разрыве мины от множественных осколочных ранений, закрыв собой командира роты.
Похоронен на Ногинском городском кладбище № 1.
Указом Президента Российской Федерации от 11 апреля 2000 года младшему сержанту Завьялкину Андрею Вячеславовичу присвоено звание Героя Российской Федерации (посмертно) за мужество и героизм, проявленные в ходе контртеррористической операции в Северно-Кавказском регионе.
Средней школе № 1 города Ногинска присвоено имя Героя, на здании школы установлена мемориальная доска. В Ногинске ежегодно проводится турнир по дзюдо памяти Героя России Андрея Завьялкина.